# Mimosa schrankioides
Mimosa schrankioides är en ärtväxtart som beskrevs av George Bentham. Mimosa schrankioides ingår i släktet mimosor, och familjen ärtväxter. Inga underarter finns listade i Catalogue of Life.